# Austropurcellia barbata
Espèce
Austropurcellia barbata est une espèce d'opilions cyphophthalmes de la famille des Pettalidae.

## Distribution
Cette espèce est endémique du Queensland en Australie. Elle se rencontre dans le parc national de Conondale.

## Description
Le mâle holotype mesure 2,5 mm.

## Publication originale
- Popkin-Hall & Boyer, 2014 : « New species of mite harvestmen from southeast Queensland, Australia greatly extend the known distribution of the genus Austropurcellia (Arachnida, Opiliones, Cyphophthalmi). » Zootaxa, no 3827, p. 517–541.